# Marie Émilie de Joly de Choin

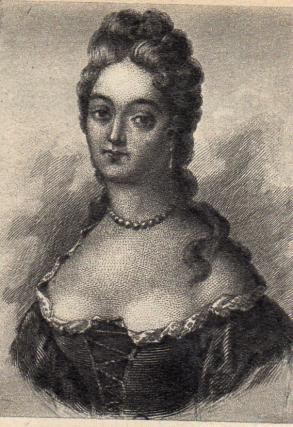
Mademoiselle de Choin.

Marie Émilie de Joly, "Mademoiselle de Choin" (Marie Émilie Thérèse; 2 august 1670–1732) a fost doamnă de onoare franceză, metresa și mai târziu soția morganatică a Delfinului Franței, Louis, singurul fiu al regelui Ludovic al XIV-lea. Ca soție morganatică nu a deținut titlul de Delfină a Franței.

## Biografie
Marie Émilie s-a născut la Bourg-en-Bresse ca fiica lui Pierre de Joly de Choin și a Mademoiselle d'Urre d'Aiguebonne. A fost doamnă de onoare a fiicei favorite a regelui, prințesa de Conti. Marie Émilie a fost considerată neatractivă însă spirituală.
A început o relație cu Louis, le Grand dauphin, în paralel cu cea pe care o avea cu contele de Clerment-Chaste. Zvonurile spuneau că Marie Émilie și Clerment-Chaste plănuiau să cucerească tronul producându-i un copil lui Louis prin ea. Când planurile au fost descoperite, Marie Émilie și Clerment au fost exilați de la curte (1694). Totuși relația cu Louis nu s-a sfârșit.
Marie Émilie s-a căsătorit cu Louis în secret în 1695. Ea nu a primit titlul de Delfină a Franței și nu a fost primită la curte. Însărcinată în momentul căsătoriei secrete, a născut un fiu pe care l-a trimis la țară și care a murit la vârsta de doi ani, în 1697, fără să primească un nume. În cele din urmă, mariajul a rămas fără copii.
Marie Émilie a locuit la palatul din Meudon, unde a imitat-o pe soția morganatică a regelui, Madame de Maintenon, purtându-se ca o regină la curte și primind duci și diplomați străini.
După decesul Delfinului în 1711, s-a retras. Marie Émilie a murit în 1732 la Paris "universal respectată pentru virtuțile sale".